# Kobe Bryant
Kobe Bean Bryant, o Kobe Bryant (Filadèlfia, 23 d'agost de 1978 - Calabasas, 26 de gener de 2020), va ser un jugador professional de bàsquet estatunidenc.
Va jugar amb els Los Angeles Lakers de l'NBA, franquícia amb la qual va guanyar cinc títols de campió de l'NBA. Va obtenir fama per tot els EUA en ser el primer escorta de la història de la lliga a ser draftejat directament des de l'institut. Va ser un dels jugadors més destacats de tota la història de l'NBA, i va ser comparat sovint amb l'exestrella dels Chicago Bulls, Michael Jordan, igual que LeBron James, considerat el futur dominador de la lliga. En total va jugar 20 temporades amb Los Angeles Lakers, va guanyar 5 títols de l'NBA i va ser escollit 18 cops consecutius per formar part de l'All-Star de l'NBA, essent un dels màxims anotadors de la història de la lliga.
Va morir el 26 de gener de 2020 en un accident d'helicòpter a la localitat de Calabasas juntament amb la seva filla Gianna. Tenia 41 anys.

## Biografia
Va ser el fill més petit de Pam Bryant i Joe "Jellybean" Bryant, antic jugador dels Philadelphia 76ers i entrenador de Los Angeles Sparks; tenia dues germanes, Shaya i Sharia. Els seus pares van posar-li aquest nom després de tastar la carn de vedella de la ciutat de Kobe (Japó) el dia abans del seu naixement.
Quan tenia 6 anys, el seu pare va deixar l'NBA i van mudar-se a Itàlia, on Joe va jugar a la lliga professional, i allà en Kobe va aprendre a jugar a futbol. Segons havia dit en algunes ocasions, si s'hagués quedat a Itàlia hauria intentat convertir-se en professional. El seu equip preferit era el FCBarcelona.
El 1991 la familia Bryant va tornar als Estats Units a viure. Kobe va guanyar-se reconeixement a nivell nacional després de completar una temporada espectacular a l'institut Lower Merion del barri de Filadèlfia anomenat igual. Els resultats en els exàmens d'accés a les universitats li van permetre entrar a algunes de les millors universitats, però Kobe Bryant, amb 17 anys, va decidir anar directament a l'NBA.
L'any 2003, Bryant va aparèixer a tots els titulars després de ser acusat de violació. Li van ser retirats els càrrecs després que l'acusadora rebutgés testificar. L'any 2018 va guanyar un Oscar al millor curtmetratge d'animació per haver protagonitzat el curt Dear Basketball, i es va engegar una campanya exigint que li fos retirat per la seva acusació de violació d'uns anys enrere.

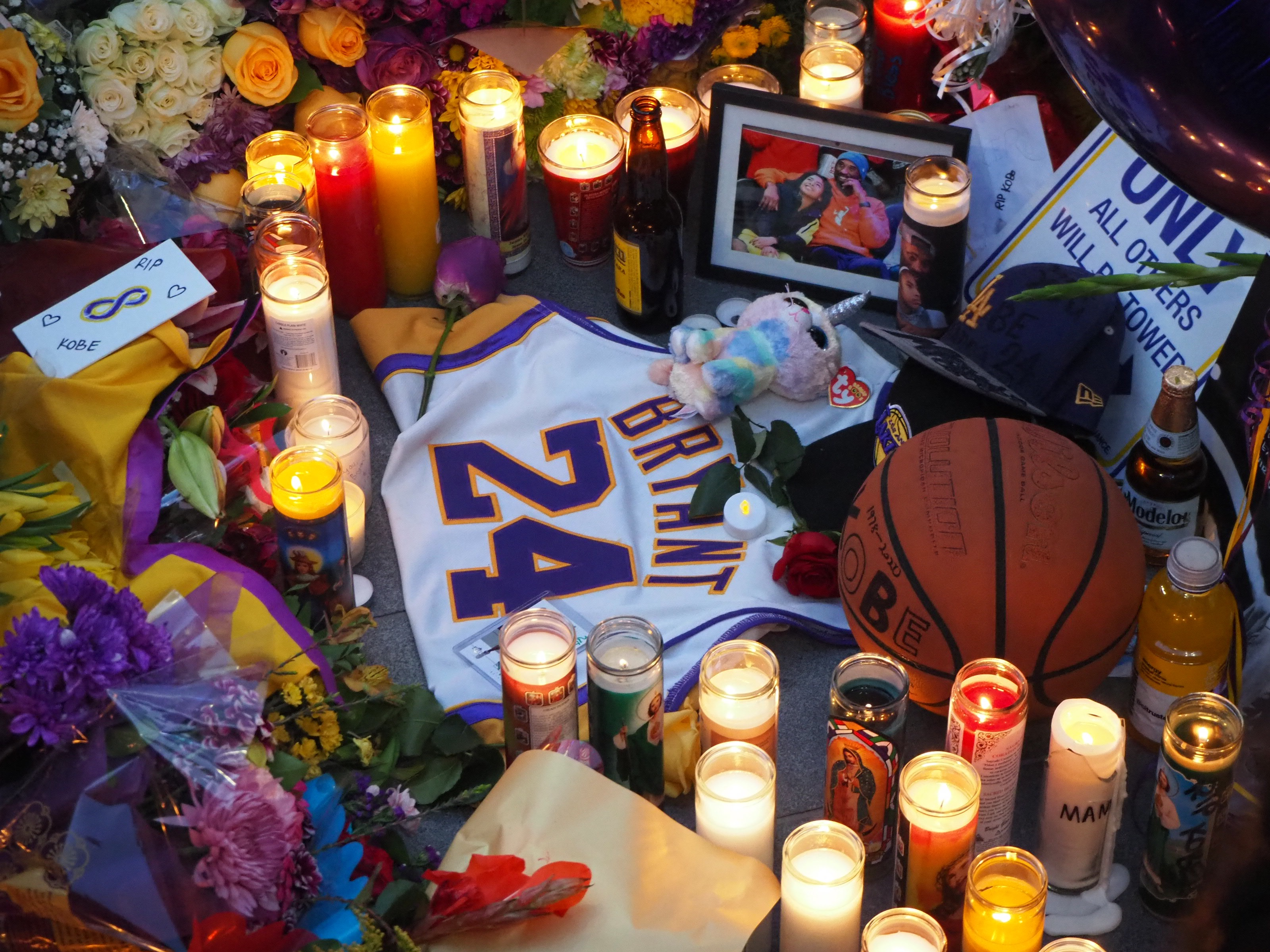

Va morir sobtadament el 26 de gener de 2020 a Calabasas (Califòrnia) als 41 anys, a causa d'un accident fatal de l'helicòpter en què viatjava juntament amb vuit persones més, entre les quals la seva filla Gianna Maria, de 13 anys.

## Carrera a l'NBA

### 1996-1999: Primers anys
En el draft de l'NBA de 1996, Charlotte Hornets el va triar en la tretzena posició. El llavors mànager general dels Lakers, Jerry West, havia estat testimoni del potencial i habilitats basquetbolístiques de Kobe als campus previs al draft. Immediatament després del draft, Bryant va expressar per mitjà del seu agent el desig de no jugar amb els Hornets. Quinze dies més tard, West va traspassar el seu pivot titular, Vlade Divac, als Hornets pel jove Bryant. Durant la seva primera temporada no va jugar molt, amb una mitjana de 7,6 punts, 1,9 rebots, 1,3 assistències i 15,5 minuts en 71 partits, 6 dels quals com a titular. Va signar 11,3 punts en els últims 13 partits de la temporada regular i 12,4 punts en els 26 partits en què va jugar no més de vint minuts. En l'All - Star Weekend va ser una de les estrelles, en primer lloc a causa al seu registre de 31 punts en el Schick Rookie Game, i posteriorment gràcies a guanyar el concurs de mats, on va aconseguir 49 dels 50 punts possibles.
Bryant va aparèixer en els nou partits de playoffs disputats pels Lakers, des de la banqueta i amb una mitjana de 8,2 punts per partit. En el tercer partit de la primera ronda davant Portland Trail Blazers va marcar 22 punts, 31 i en el també tercer de les Semifinals de Conferència davant Utah Jazz va aportar-ne 19.
En la seva segona temporada, es va convertir en el jugador més jove a disputar un All - Star Game, amb uns registres de 18 punts i 6 rebots. Va començar a jugar més minuts i a tenir més importància en l'equip, tot i que encara no s'havia consagrat com a titular als Lakers, ja que el superaven Nick Van Exel i Eddie Jones. Va fer de mitjana 15,4 punts en 79 partits, un dels quals com a titular, per la qual cosa va estar entre els aspirants per guanyar el premi al Millor Sisè Home. Els Lakers van realitzar una gran temporada, van aconseguir un balanç de 61 victòries i 21 derrotes, i van guanyar el títol de Divisió Pacífic, encara que van caure en les Finals de Conferència davant l'Utah Jazz. En la temporada 1998-99 va incrementar notablement els seus números en la lliga, amb una mitjana de 19,9 punts, quinzè a l'NBA. Va liderar els Lakers en robatoris de pilota amb 1,44 per partit i va ser seleccionat en el tercer millor quintet de la lliga. No obstant això, els angelins no van arribar més enllà de les Semifinals de Conferència.

### 2000-2002: arriben els campionats
Amb l'arribada de Phil Jackson a la banqueta californiana, el rumb de Bryant va canviar per complet i es va convertir en un dels millors escoltes de la lliga. Va aparèixer en el segon millor quintet de la lliga, en el millor defensiu i en l'All-Star Game com a titular. Del 10 al 16 d'abril va ser nomenat millor jugador de la setmana després de fer una mitjana de 29,7 punts, 7 assistències i 6 rebots per partit. Al llarg de la temporada, Bryant va fer de mitjana 22,5 punts, 6,3 rebots i 4,9 assistències en 66 partits. La seva associació amb Shaquille O'Neal va constituir un tàndem imparable; els Lakers van arrasar en la temporada regular amb un rècord de 67-15, i van arribar a playoffs fins a les Finals de l'NBA després d'eliminar Sacramento Kings, Phoenix Suns i Portland Trail Blazers. Davant els Blazers, l'eliminatòria es va estendre fins al setè i decisiu partit, on els Lakers van arribar perdent de més de vint punts i van donar la volta al marcador de manera espectacular en l'últim quart, en el qual van aconseguir un parcial de 31- 13. Posteriorment es van enfrontar als Indiana Pacers de Reggie Miller, a qui van guanyar la sèrie per 4-2, per aconseguir així el primer campionat des de 1988 i el primer en el compte particular de Bryant. O'Neal va aconseguir per la seva banda el títol de MVP de les Finales.
La següent temporada va ser semblant, encara que sense mostrar la mateixa superioritat davant la resta en temporada regular, i els Lakers van acabar aconseguint un balanç de 56-26. No obstant això, en playoffs l'equip va tornar a sobresortir davant els seus rivals: atropellar per 4-0 a Portland, Sagrament i San Antonio Spurs abans de veure's les cares amb Allen Iverson i els seus Philadelphia 76ers en les Finals. Ja en elles, van perdre el primer partit de la sèrie (i el primer en aquests playoffs), per a posteriorment vèncer en els quatre següents duels i alçar-se per segon any consecutiu amb l'anell. Bryant va fer una mitjana de 28,5 punts per partit en temporada regular i va augmentar els seus números en playoffs fins als 29,4. A més, el van nomenar millor jugador del mes de desembre després de signar 32,3 punts, 4,8 rebots i 4,9 assistències en 16 partits.
En la següent campanya, Bryant va tornar a alçar-se entre els màxims anotadors de la lliga, amb una mitjana de 25,2 punts juntament amb 5,5 assistències i 5,5 rebots en 38,3 minuts per partit. Se'l va incloure per primera vegada en la seva carrera en el millor quintet de la lliga i guanyà el seu primer MVP de l'All-Star Game, havent anotat 31 punts, 5 rebots i 5 assistències, i portat a l'Oest a la victòria a la seva ciutat natal, Filadèlfia, a la pista dels Sixers. A més, va completar una de les seves millors actuacions a l'NBA el 14 de gener de 2002 davant el Memphis Grizzlies, amb 56 punts (36 dels quals a la primera part), el que era fins aquest moment el seu rècord anotador en un partit. En playoffs, els Lakers van accedir sense problemes fins a les Finals de Conferència, on els esperaven uns Sacramento Kings en ratxa. Després de dominar la major part de l'eliminatòria, els Kings van arribar als últims instants del quart partit per davant en el marcador, amb tot a favor per classificar-se a les Finals de l'NBA. No obstant això, després d'un llançament, Vlade Divac va rebutjar la pilota en lloc de rebotar-la i Robert Horry, va anotar un triple sobre la botzina, que els va acabar donant el partit, i per tant, les esperances. Els Lakers van vèncer en els dos següents duels i van accedir per tercer any consecutiu a les finals. En elles, uns inexperts New Jersey Nets liderats pel base Jason Kidd van constituir un fàcil rival per als angelins, que després de quatre partits es van alçar amb un nou anell, tercer per a Bryant.
El 30 de novembre de 2015 va anunciar la seva retirada per al final de la temporada 2015-16 amb un escrit a la revista The Players Tribune.
El desembre de 2017 Los Angeles Lakers van fer un homenatge a Bryant i van retirar els dos dorsals que havia lluït durant els seus anys com a jugador de l'equip californià, el 8 i el 24.

## Estadístiques a l'NBA

### Lliga regular
| Any      | Equip        | PJ    | PT    | Min  | %TC  | %T3  | %TL  | RPP | APP | ROB | TPP | PPP   |
| -------- | ------------ | ----- | ----- | ---- | ---- | ---- | ---- | --- | --- | --- | --- | ----- |
| 1996-97  | L.A. Lakers  | 71    | 6     | 15.5 | .417 | .375 | .819 | 1.9 | 1.3 | .7  | .3  | 7.6   |
| 1997-98  | L.A. Lakers  | 79    | 1     | 26.0 | .428 | .341 | .794 | 3.1 | 2.5 | .9  | .5  | 15.4  |
| 1998-99  | L.A. Lakers  | 50*   | 50*   | 37.9 | .465 | .267 | .839 | 5.3 | 3.8 | 1.4 | 1.0 | 19.9  |
| 1999-00† | L.A. Lakers  | 66    | 62    | 38.2 | .468 | .319 | .821 | 6.3 | 4.9 | 1.6 | .9  | 22.5  |
| 2000-01† | L.A. Lakers  | 68    | 68    | 40.9 | .464 | .305 | .853 | 5.9 | 5.0 | 1.7 | .6  | 28.5  |
| 2001-02† | L.A. Lakers  | 80    | 80    | 38.3 | .469 | .250 | .829 | 5.5 | 5.5 | 1.5 | .4  | 25.2  |
| 2002-03  | L.A. Lakers  | 82    | 82*   | 41.5 | .451 | .383 | .843 | 6.9 | 5.9 | 2.2 | .8  | 30.0  |
| 2003-04  | L.A. Lakers  | 65    | 64    | 37.6 | .438 | .327 | .852 | 5.5 | 5.1 | 1.7 | .4  | 24.0  |
| 2004-05  | L.A. Lakers  | 66    | 66    | 40.7 | .433 | .339 | .816 | 5.9 | 6.0 | 1.3 | .8  | 27.6  |
| 2005-06  | L.A. Lakers  | 80    | 80    | 41.0 | .450 | .347 | .850 | 5.3 | 4.5 | 1.8 | .4  | 35.4* |
| 2006-07  | L.A. Lakers  | 77    | 77    | 40.8 | .463 | .344 | .868 | 5.7 | 5.4 | 1.4 | .5  | 31.6* |
| 2007-08  | L.A. Lakers  | 82*   | 82*   | 38.9 | .459 | .361 | .840 | 6.3 | 5.4 | 1.8 | .5  | 28.3  |
| 2008-09† | L.A. Lakers  | 82*   | 82*   | 36.1 | .467 | .351 | .856 | 5.2 | 4.9 | 1.5 | .5  | 26.8  |
| 2009-10† | L.A. Lakers] | 73    | 73    | 38.8 | .456 | .329 | .811 | 5.4 | 5.0 | 1.5 | .3  | 27.0  |
| 2010-11  | L.A. Lakers  | 82    | 82*   | 33.9 | .451 | .323 | .828 | 5.1 | 4.7 | 1.2 | .1  | 25.3  |
| 2011-12  | L.A. Lakers  | 58    | 58    | 38.5 | .430 | .303 | .845 | 5.4 | 4.6 | 1.2 | .3  | 27.9  |
| 2012-13  | L.A. Lakers  | 78    | 78    | 38.6 | .463 | .324 | .839 | 5.6 | 6.0 | 1.4 | .3  | 27.3  |
| 2013-14  | L.A. Lakers  | 6     | 6     | 29.5 | .425 | .188 | .857 | 4.3 | 6.3 | 1.2 | .2  | 13.8  |
| 2014-15  | L.A. Lakers  | 35    | 35    | 34.5 | .373 | .293 | .813 | 5.7 | 5.6 | 1.3 | .2  | 22.3  |
| 2015-16  | L.A. Lakers  | 66    | 66    | 28.2 | .358 | .285 | .826 | 3.7 | 2.8 | .9  | .2  | 17.6  |
| Carrera  | Carrera      | 1,346 | 1,198 | 36.1 | .447 | .329 | .837 | 5.2 | 4.7 | 1.4 | .5  | 25.0  |
| All-Star | All-Star     | 15    | 15    | 27.6 | .500 | .324 | .789 | 5.0 | 4.7 | 2.5 | .4  | 19.3  |

### Playoffs
| Any                 | Equip       | PJ  | PT  | Min  | %TC  | %T3  | %TL  | RPP | APP | ROB | TPP | PPP  |
| ------------------- | ----------- | --- | --- | ---- | ---- | ---- | ---- | --- | --- | --- | --- | ---- |
| 1997 NBA playoffs   | L.A. Lakers | 9   | 0   | 14.8 | .382 | .261 | .867 | 1.2 | 1.2 | .3  | .2  | 8.2  |
| 1998 NBA playoffs   | L.A. Lakers | 11  | 0   | 20.0 | .408 | .214 | .689 | 1.9 | 1.5 | .3  | .7  | 8.7  |
| 1999 NBA playoffs   | L.A. Lakers | 8   | 8   | 39.4 | .430 | .348 | .800 | 6.9 | 4.6 | 1.9 | 1.3 | 19.8 |
| 2000 NBA playoffs † | L.A. Lakers | 22  | 22  | 39.0 | .442 | .344 | .754 | 4.5 | 4.4 | 1.5 | 1.5 | 21.1 |
| 2001 NBA playoffs † | L.A. Lakers | 16  | 16  | 43.4 | .469 | .324 | .821 | 7.3 | 6.1 | 1.6 | .8  | 29.4 |
| 2002 NBA playoffs † | L.A. Lakers | 19  | 19  | 43.8 | .434 | .379 | .759 | 5.8 | 4.6 | 1.4 | .9  | 26.6 |
| 2003 NBA playoffs   | L.A. Lakers | 12  | 12  | 44.3 | .432 | .403 | .827 | 5.1 | 5.2 | 1.2 | .1  | 32.1 |
| 2004 NBA playoffs   | L.A. Lakers | 22  | 22  | 44.2 | .413 | .247 | .813 | 4.7 | 5.5 | 1.9 | .3  | 24.5 |
| 2006 NBA playoffs   | L.A. Lakers | 7   | 7   | 44.9 | .497 | .400 | .771 | 6.3 | 5.1 | 1.1 | .4  | 27.9 |
| 2007 NBA playoffs   | L.A. Lakers | 5   | 5   | 43.0 | .462 | .357 | .919 | 5.2 | 4.4 | 1.0 | .4  | 32.8 |
| 2008 NBA playoffs   | L.A. Lakers | 21  | 21  | 41.1 | .479 | .302 | .809 | 5.7 | 5.6 | 1.7 | .4  | 30.1 |
| 2009 NBA playoffs † | L.A. Lakers | 23  | 23  | 40.8 | .457 | .349 | .883 | 5.3 | 5.5 | 1.7 | .9  | 30.2 |
| 2010 NBA playoffs † | L.A. Lakers | 23  | 23  | 40.1 | .458 | .374 | .842 | 6.0 | 5.5 | 1.3 | .7  | 29.2 |
| 2011 NBA playoffs   | L.A. Lakers | 10  | 10  | 35.4 | .446 | .293 | .820 | 3.4 | 3.3 | 1.6 | .3  | 22.8 |
| 2012 NBA playoffs   | L.A. Lakers | 12  | 12  | 39.7 | .439 | .283 | .832 | 4.8 | 4.3 | 1.3 | .2  | 30.0 |
| Carrera             | Carrera     | 220 | 200 | 39.3 | .448 | .331 | .816 | 5.1 | 4.7 | 1.4 | .6  | 25.6 |